# Kvakovce
Kvakovce é um município da Eslováquia, situado no distrito de Vranov nad Topľou, na região de Prešov. Tem 33,74 km² de área e sua população em 2018 foi estimada em 443 habitantes.

## Demografia
| Ano:        | 1994 | 2004   | 2014    | 2024    |
| ----------- | ---- | ------ | ------- | ------- |
| Broj ljudi: | 474  | 454    | 523     | 456     |
| Razlika:    |      | -4,21% | +15,19% | -12,81% |

| Ano:               | 2023 | 2024   |
| ------------------ | ---- | ------ |
| Número de pessoas: | 444  | 456    |
| Diferença:         |      | +2,70% |